# Projekt: Polska
Projekt: Polska – środowisko społeczne, skupiające ludzi o poglądach progresywnych i liberalnych, działające na obszarze Polski i poza jej granicami. Instytucjonalnym przejawem tego środowiska jest Fundacja Projekt: Polska oraz działające w ramach tych instytucji rozmaite inicjatywy.

## Fundacja Projekt: Polska
Fundacja jest interdyscyplinarnym Think-Do Tankiem skupiającym specjalistów oraz ludzi biznesu wokół projektowych rozwiązań w sferze publicznej. Fundację założyły osoby związane z Klubem 89 m.in. Szymon Gutkowski, Paweł Ciacek, Igor Ostrowski we współpracy z członkami Stowarzyszenia Młode Centrum. Od rozpoczęcia działalności w 2007 roku Fundacja angażowała się w ogólnopolskie kampanie społeczne we współpracy z Młodym Centrum, Fundacją im. Friedricha Naumanna, Forum Obywatelskiego Rozwoju czy Fundacją Batorego.

## Centrum Cyfrowe Projekt: Polska
Centrum Cyfrowe Projekt: Polska było założonym w 2010 roku instytutem badawczym Fundacji Projekt: Polska. Instytut działał w modelu think-do-tank i wspierał otwartość oraz zaangażowanie w świecie nowoczesnych technologii. Pracował na rzecz zmiany społecznej i zwiększenia zaangażowania obywatelskiego, wykorzystując narzędzia cyfrowe i modele współpracy oparte na dzieleniu się zasobami i wiedzą oraz narzędzia badawcze. Dyrektorem instytutu był w latach 2010-2015 Alek Tarkowski, zaś dyrektorem finansowym Wiktor Jędrzejewski. 
Instytut był partnerem instytucjonalnym Creative Commons w Polsce. W 2012 roku instytut publikuje opracowanie "Mapa drogowa otwartego rządu w Polsce".
W 2015 powstaje na bazie instytutu samodzielna Fundacja Centrum Cyfrowe w której Fundacja Projekt: Polska jest fundatorem instytucjonalnym.

## Stowarzyszenie Projekt: Polska
Stowarzyszenie powstało podczas V Kongresu Krajowego Młodego Centrum (25–26 października 2008), kiedy przegłosowano zmiany w statucie, na mocy których stowarzyszenie zmieniło nazwę na Projekt: Polska, zniesiono limit wieku, a nowym przewodniczącym został Szymon Gutkowski. Wybrano także nowy Zarząd oraz Radę Stowarzyszenia. Do grona członków stowarzyszenia oprócz dotychczasowych członków Młodego Centrum weszli założyciele Fundacji Projekt: Polska, niektórzy członkowie Forum Liberalnego oraz przedstawiciele organizacji lokalnych.
W dniach 17–18 listopada 2012 odbył się II Kongres Projektu: Polska na którym wybrano nowe władze stowarzyszenia – Przewodniczącym został Grzegorz Pietraszewski, dokonano zmian w statucie oraz przyjęto deklarację programową Stowarzyszenia. Podczas III Kongresu Projektu: Polska 22–23 listopada 2014 roku przewodniczącym zostaje Michał Jurczyga zaś 13 marca 2015 roku - Wiktor Jędrzejewski.
W dniu 18 października 2019 na kolejnym Kongresie podjęto decyzję o przekształceniach. Stowarzyszenie kończy działalność i powstaje Stowarzyszenie Państwomiasto.

## Członkostwo międzynarodowe
Fundacja jest członkiem:
- European Liberal Forum (ELF)
- International Federation of Liberal Youth

## Projekty ogólnopolskie
Podstawowym środkiem działania Projektu: Polska są ogólnopolskie kampanie społeczne, projekty często realizowane w koalicjach z innymi partnerami społecznymi m.in.:
- „Ambasadorzy Demokracji – 40 dni dla Białorusi”, – cykl szkoleń dla liderów młodzieżowych organizacji opozycyjnych oraz spotkań z legendami opozycji solidarnościowej w celu wymiany praktyk. W Polsce zorganizowane zostały spotkania na temat sytuacji na Białorusi[6].
- „Otwarta Polska – łączy zamiast dzielić” – międzynarodowa konferencja, która zorganizowana została 25 października 2007 roku w Krakowie. Udział wzięli w niej między innymi Igor Janke, Tomasz Lis, Katarzyna Figura oraz członkowie organizacji zrzeszonych w LYMEC[7]
- „Otwarta Polska” – promowanie postaw tolerancji[8]
- „Projekt Euro” – kampania informacyjna o walucie Euro[9]
- „Zmień kraj, idź na wybory, 21 października.pl” – kampania profrekwencyjna przed przyspieszonymi wyborami parlamentarnymi 2007 roku[10][11]
- „Napiszmy do Europy.pl” – kampania lobbingowa na rzecz powstania Europejskiego Instytutu Technologii[12]
- „New Public Management” – Projekt poświęcony promocji nowoczesnego zarządzania sprawami publicznymi, managerskiego podejścia do administracji samorządowej
- „Reforma emerytalna” – realizowany razem z Forum Obywatelskiego Rozwoju cykl debat na uczelniach[13]
- „Przestrzeń Miasta” – projekt którego celem jest przeciwdziałanie wykluczeniu społecznemu grup narodowościowych, kulturowych i religijnych, a także ochrona ich praw obywatelskich, w tym prawa do godności każdego człowieka[14]; projekt oparty jest na interaktywnej stronie internetowej[15]
- „Razem '89” – obywatelska inicjatywa obchodów dwudziestolecia wolnej Polski[16].
- „Pępek Europy” – kampania zachęcająca do udziału w wyborach do Parlamentu Europejskiego w 2009 roku[17], gmina w której odnotowano najwyższą frekwencję wyborczą uzyskała tytuł Pępka Europy – Podkowa Leśna (50,86%)[18]
- „Gdziekolwiek będziesz, zagłosuj” – kampania zachęcająca do udziału w przyspieszonych wyborach prezydenckich w roku 2010, informująca o możliwościach głosowania poza miejscem zameldowania (zamieszkania)[19]
- „Unia bez barier” – projekt miał na celu promocję zagadnień jednolitego rynku Unii Europejskiej wśród młodzieży podczas polskiej prezydencji w Radzie Unii Europejskiej. Uczestnicy po odbyciu szkolenia e-learningowego mieli za zadanie przeprowadzić akcję informacyjną nt korzyści płynących z udziału w jednolitym rynku. Finaliści konkursu wzięli udział w Forum Jednolitego Rynku w Krakowie oraz w wycieczkach studyjnych do Brukseli. Zwycięzcy odbyli staże w biurach deputowanych do Parlamentu Europejskiego.
- „Lampiony wolności” – coroczne przedsięwzięcie realizowane z okazji podpisania Powszechnej Deklaracji Praw Człowieka. Podczas projektu w niebo wypuszczane są setki lampionów, które pokazać mają poparcie dla osób represjonowanym politycznie na całym świecie[20][21].
- „ELF Summer School of Leadership” – w lipcu 2009 roku Projekt: Polska we współpracy z Fundacją Naumanna i European Liberal Forum, zorganizował spotkanie dla młodych liderów z organizacji pozarządowych. W szkole uczestniczyło 40 osób w tym 12 uczestników z Europy. Podczas pięciodniowego spotkania młodzi liderzy brali udział w warsztatach, szkoleniach i wykładach.
- „Kobiety na wybory” – ogólnopolska kampania profrekwencyjna, zorganizowana przed wyborami parlamentarnymi 2011 roku. Priorytetem projektu było zwiększenie frekwencji wyborczej kobiet[22].
- Instytut badawczy Centrum Cyfrowe Projekt: Polska, założony w 2010 roku instytut badawczy Fundacji przekształcony w 2015 roku w samodzielną organizację.
- „Kongres Wolność w Nowoczesnym Świecie” – odbył się 21–23 maja 2010 w Warszawie. Pomysłodawcą wydarzenia był Zbigniew Pełczyński – emerytowany profesor Uniwersytetu Oksfordzkiego, wieloletni działacz na rzecz budowy społeczeństwa obywatelskiego w Polsce. W organizację przedsięwzięcia zaangażowane były najważniejsze środowiska liberalne w Polsce, reprezentowane przez współorganizatorów: Forum Obywatelskiego Rozwoju, Kulturę Liberalną i Fundację im. Friedricha Naumanna na rzecz Wolności i partnerów takich jak Pracownia Badań i Innowacji Społecznych „Stocznia” czy Trust for Civil Society in Central and Eastern Europe. Była to największa konferencja na ten temat zorganizowana w Polsce od 1989 roku[23].
- „Zakładajcie Komitety” – projekt rocznicowy. Poświęcony był 35. rocznicy powstania Komitetu Obrony Robotników, mający na celu przypomnienie dokonań oraz przedstawienie jego członków.
- „Otwarte Zabytki” – projekt realizowany przez Stowarzyszenie Projekt: Polska oraz Centrum Cyfrowe Projekt: Polska. Ma on na celu ułatwienie obywatelom dostępu do wiedzy o polskich zabytkach, a także zaangażowania ich do pomocy i ochrony. Umożliwia współtworzenie bazy zabytków, uaktualnianie informacji o nich, dodawanie zdjęć[24].
- Kampania HejtStop[25] - celem akcji HejtStop była walka z rasizmem, antysemityzmem, homofobią oraz każdą formą nienawiści pojawiającą się w przestrzeni publicznej. Inicjatorzy HejtStop działają dwutorowo. Z jednej strony zgłaszają „hejty” do odpowiednich służb, a z drugiej angażują mieszkańców w swoją kampanię i – z ich pomocą – zamalowują wulgarne i obraźliwe treści.